# L-4草蜢式聯絡機
L-4草蜢式聯絡機是美國軍方由民用的派柏（PIPER）J-3幼獸（CUB）小型飛機發展而來的軍用觀測/聯絡機。

## 基本資料
- 機長：6.78米
- 翼展：10.73米
- 機高：2.03米
- 空重：331公斤
- 載重：553公斤
- 昇限：3505米
- 最快時速：140公里/小時
- 航程：418公里

L-4草蜢式聯絡機三視圖

- 發動機：1具大陸O-170-3直列四氣缸風冷式發動機（馬力=65匹）
- 乘員：2人

## 型號（軍用型）
- YO-59
- O-59
- O-59A
- L-4
- L-4A
- L-4B
- L-4C
- L-4DL-4H
- L-4J
- UC-83A
- TG-8
- NE-1
- NE-2

## 設計

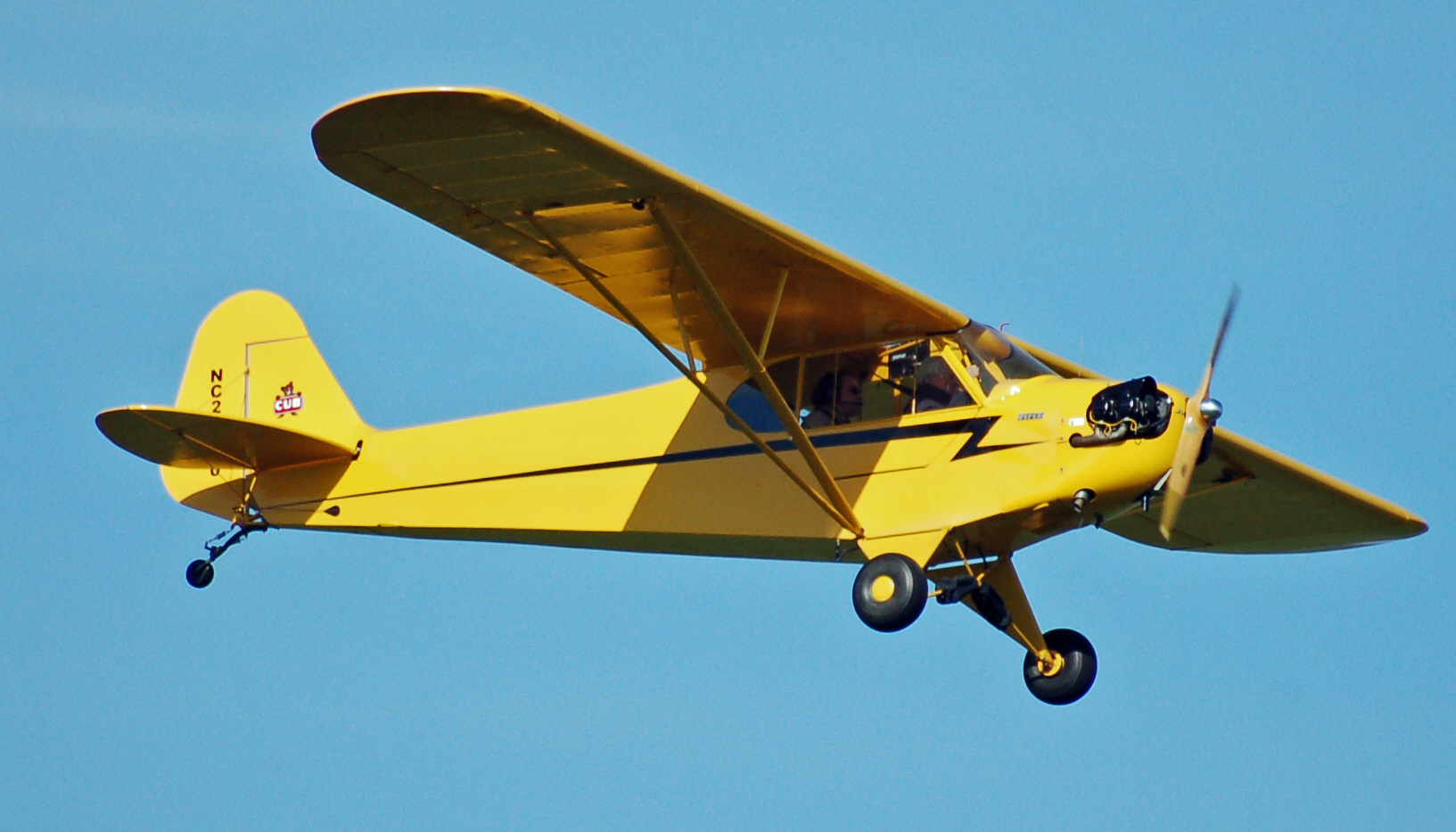
L-4草蜢式聯絡機的民用型J-3幼獸民用機

L-4草蜢式聯絡機以其民用型J-3幼獸民用機作為基礎，具有結構簡單、低速操縱性良好和可短距離起飛降落等優點。
L-4/J-3為典型的上單翼機設計，機身由鋁合金骨架外披帆布而成，採用固定式起落架和串列式座椅。
軍用型為了進一步提昇對外觀測視野，把駕駛艙後方和上方都改為透明玻璃，加裝軍用雙向無線電通訊機。

### TG-8滑翔教練機

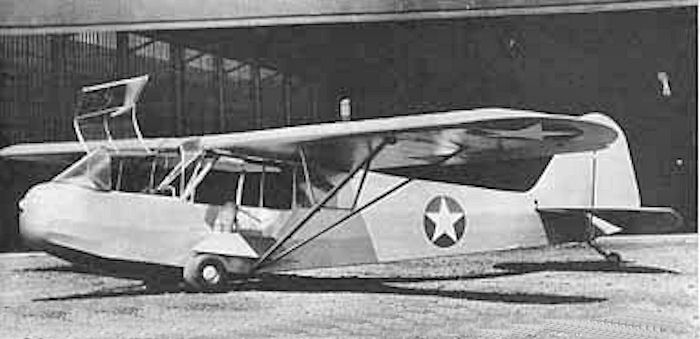
TG-8滑翔教練機

有250架L-4草蜢式聯絡機被改造成為TG-8滑翔教練機

## 實戰
1941年8月在美國路易斯安納的一次演習，44架J-3幼獸式飛機能快速部署在機場，演習後美國軍方立即下了948架訂單給派柏公司，此是軍用L-4草蜢式聯絡機的開始。
珍珠港事件後美國參加第二次世界大戰，L-4草蜢式聯絡機作為美軍炮兵觀測機、人員運送以至小型運輸機而活躍，例如在1942年北非的火炬作戰，而在歐洲戰場，有一架L-4草蜢式聯絡機被臨時改裝，在其機翼支架上加裝左右總共6枝巴祖卡火箭筒去攻擊德軍坦克。
美軍自用L-4草蜢式聯絡機被用至韓戰，其他國家用得更久。

## L-4草蜢式聯絡機在中國
1948年，國共內戰期間，國民政府購買了17架L-4，1949年初交付。  
1947年，國民政府的民航空運隊買到一架有浮筒的民用型J-3飛機，該機機身左右兩側和機翼上方都被寫上大大個「CAT」，此機在1948年4月12日至15日,參與濰縣撤離行動，也曾協助國民政府抗洪，1949年10月，此機來到香港，曾被用作在香港港口的觀鳥飛行，後來此機來到台灣。
中國航空公司也有一架民用型J-3飛機。

## 使用國家

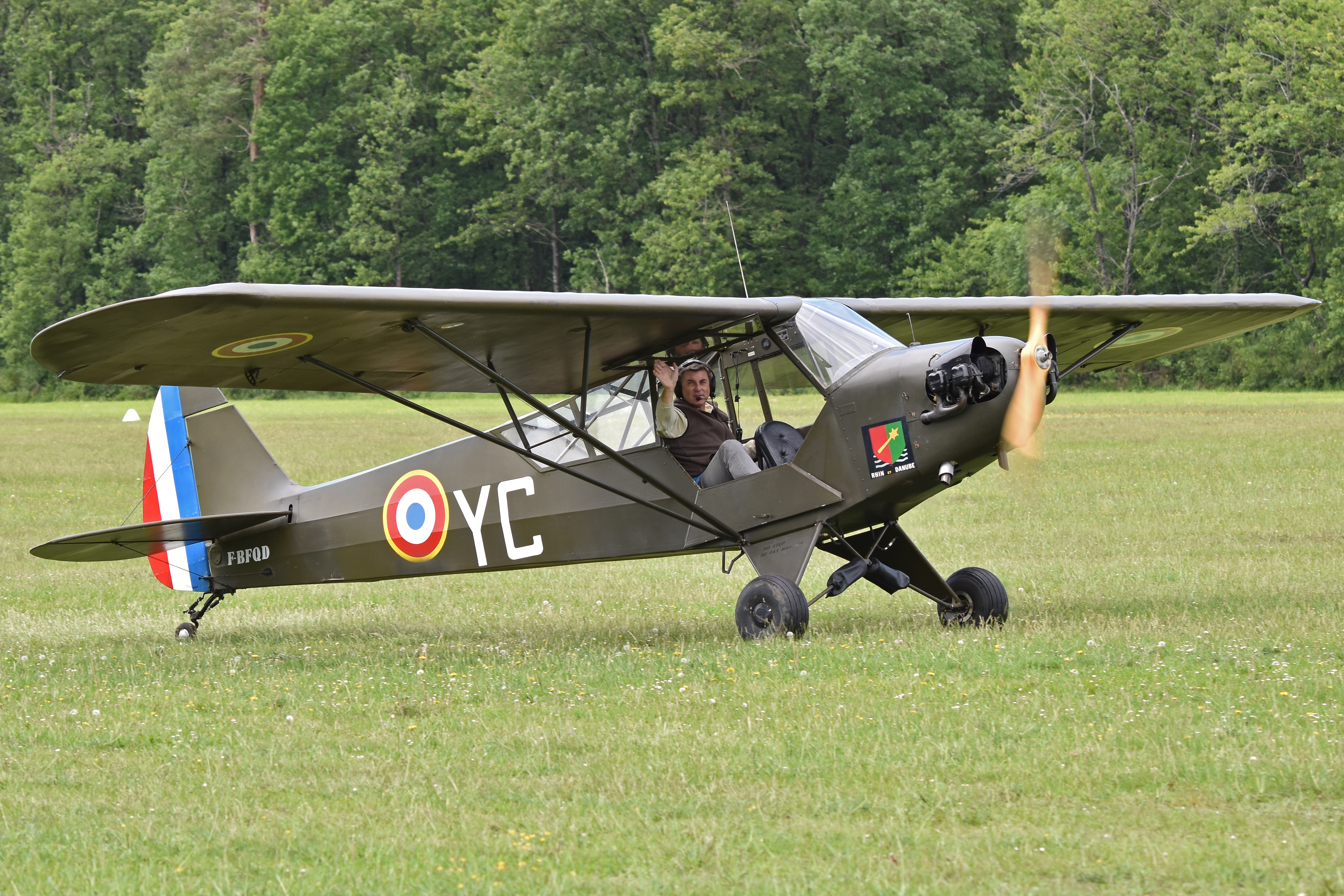
法國空軍的L-4草蜢式聯絡機

- 美国
- 中華民國
- 英国
- 法國
- 泰國
- 以色列

## 流行文化
- 由日本漫畫家浦沢直樹編繪的漫畫「朝陽劇場」，當中有L-4的民用型J-3幼獸民用機出場

## 相似機種
- L-5哨兵式聯絡機
- Fi 156
- 塞斯納172
- 三式指揮連絡機

## 外部連結
- Bazooka Charlie - Pilot Who Attached A Bazooka To Plane （页面存档备份，存于）
- When a Major Attached Bazookas to his Spotter Plane （页面存档备份，存于）
- The Pilot who strapped Bazookas to his Plane （页面存档备份，存于）